# Diabla Przełęcz Wyżnia
Diabla Przełęcz Wyżnia (niem. Goldscharte, słow. Zlatinská štrbina, węg.  Hátsó-Bástya, 2343 m) – płytka przełęcz w słowackich Tatrach Wysokich w Grani Baszt, oddzielająca Diablowinę (2379 m) od Diablej Turni (2356 m). Ku wschodowi, do Dolinki Szataniej, z przełęczy opada z urwista depresja, w środkowej części zmieniająca się w proste, prawie pionowe zacięcie. Ku zachodowi, do Doliny Młynickiej z przełęczy opada depresja o deniwelacji około 220 m. W górnej części jest szeroka, mało stroma, częściowo płytowa, częściowo piarżysta. Poniżej połowy wysokości zamienia się w głęboki i prawie pionowy komin o wysokości około 40 m. Pod kominem znajduje się kociołek, z którego opada żlebek do podstawy ściany. W lewej stronie kociołka ma wylot także równoległa do komina rynna.
Jako pierwsi przeszli przez przełęcz Günter Oskar Dyhrenfurth i Hermann Rumpelt 13 czerwca 1907 r. Przejście granią przez Diablą Przełączkę Wyżnią nie nastręczało według nich większych trudności. Zimą przełęcz pokonali jako pierwsi Alfréd Grósz i Zoltán Neupauer 8 lutego 1914 r. (także podczas pokonywania grani).
Drogi wspinaczkowe
1. Wschodnią depresją; V w skali tatrzańskiej, czas przejścia 3 godz.

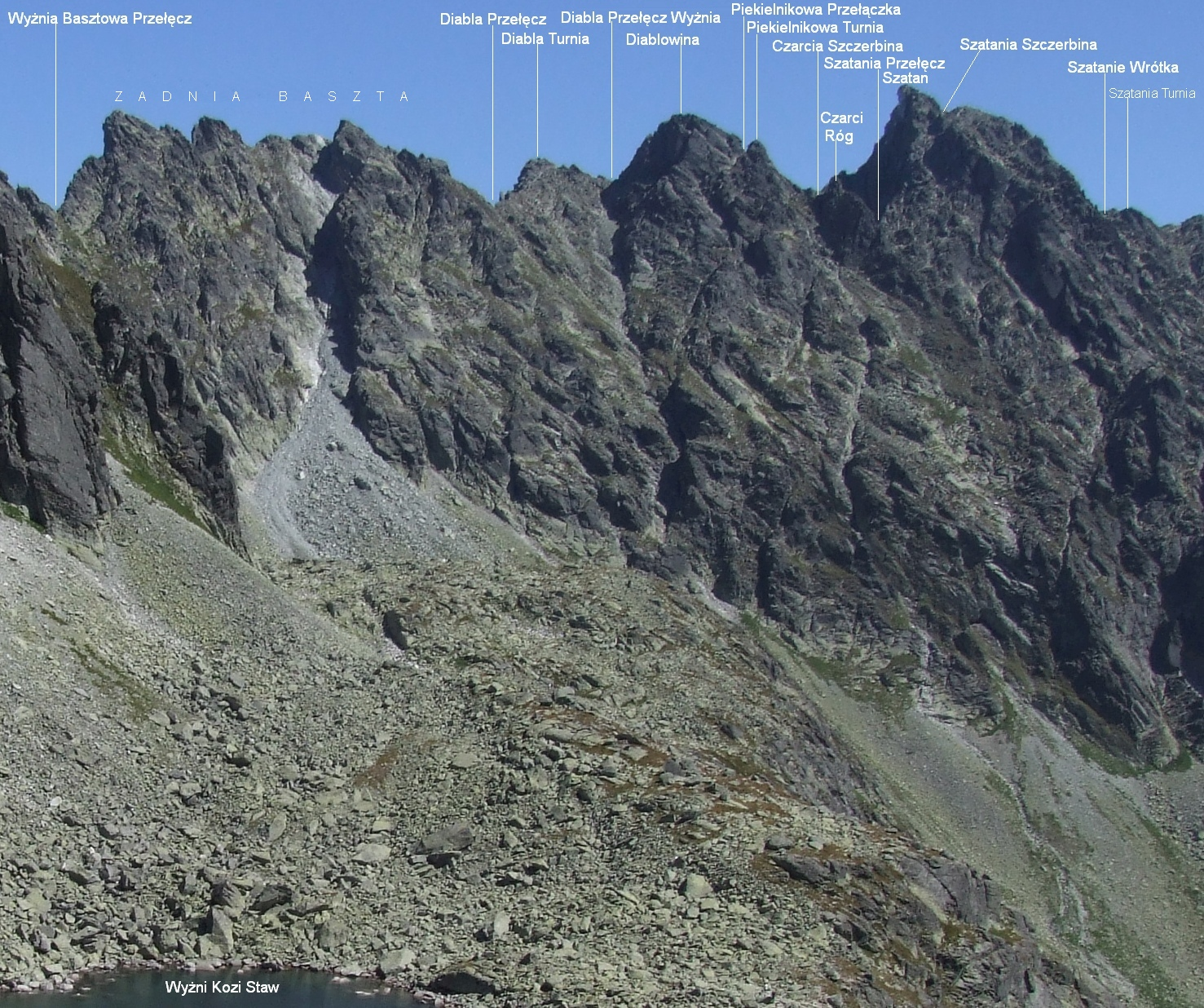
Widok z Doliny Młynickiej

2. Zachodnim żlebem; 0+, 30 min[3].